# Creools nationalisme
De term Creools nationalisme of Criollo-nationalisme verwijst naar de ideologie die ontstond in onafhankelijkheidsbewegingen onder de Criollos (afstammelingen van de Europese kolonisten), vooral in Latijns-Amerika in het begin van de 19e eeuw. Creoolse nationalisten wilden een einde maken aan de controle door Europese machten. Dat doel werd mogelijk gemaakt toen de Franse keizer Napoleon de controle over een groot deel van Spanje en Portugal overnam (1807–1814), waarmee hij de controleketen van de Spaanse en Portugese koningen naar de plaatselijke gouverneurs doorbrak. De koloniën wezen de trouw aan de Napoleontische metropolen af, en de creolen eisten steeds meer onafhankelijkheid. Ze probeerden de 'peninsulares' omver te werpen – de tijdelijke functionarissen die vanuit het moederland waren gestuurd om de controle op te leggen. Zij bereikten de onafhankelijkheid tijdens de burgeroorlogen tussen 1808 en 1826. De term "Creools nationalisme" wordt algemeen toegepast naar andere koloniën tijdens de dekolonisatie.

Historicus Joshua Simon stelt:
"De Creolen genoten van vele privileges, vooral profiterend van de economische exploitatie en politieke uitsluiting van de grote inheemse, Afrikaanse en gemengde bevolkingsgroepen... Echter, als de Amerikaanse onderdanen van Europese rijken, werden Creolen sociaal gemarginaliseerd, ontzegd van gelijke vertegenwoordiging in metropoolraden en parlementen, en onderworpen aan commerciële beleidsmaatregelen die bedoeld waren om de imperialistische belangen ten koste van de koloniën te bevorderen."
Als gevolg hiervan streefden Creoolse nationalisten naar onafhankelijkheid onder Creoolse controle. Ze gaven doorgaans geen gewicht aan de inheemse of gemengde bevolkingsgroepen die het overgrote deel van de bevolking in de meeste Latijns-Amerikaanse koloniën vormden. In Indonesië was daarentegen de Creoolse beweging dichter bij het inheemse Indonesische element dan bij het Europeesgeborene.
In Mexico in 1813, op het Congres van Chilpancingo, bracht de afkondiging van de eerste Mexicaanse Onafhankelijkheidsverklaring de gevoelens van Creools nationalisme tot uitdrukking. Volgens historicus DA Brading "werd het Creools patriottisme, dat begon als de verwoording van de sociale identiteit van de Amerikaanse Spanjaarden, omgezet in de opstandige ideologie van het Mexicaanse nationalisme." Na de onafhankelijkheid verdiepte het Creools nationalisme zich dankzij de uitbreiding van de publieke sfeer, de rol van verkiezingen en politieke partijen, de toegenomen beschikbaarheid van kranten en pamfletten, en de opkomst van een nationalistische middenklasse die een zeer ondersteunend publiek bood voor fantasierijke projecties van toekomstige nationale prestaties. Utopische fictie werd een bijzonder populair instrument.
Peruanen in de Peruaans-Boliviaanse Confederatie van 1836–1899 uitten hun eisen voor Peruaans Creools nationalisme. Nationalistische gevoelens werden geuit via de anti-confederatiepers, vooral in de vorm van satirische poëzie, korte verhalen en utopische concepten. Er werd een zware nadruk gelegd op een verheerlijkte versie van het Inca-verleden, terwijl het Indiase heden werd afgewezen. De nationalistische, zelfs racistische retoriek bracht thema’s samen die een halve eeuw eerder waren ontstaan. Deze emotionele retoriek werd de belangrijkste uitdrukking van een ideologie die sindsdien de Peruaanse geschiedenis heeft doordrenkt. De retoriek bereikte een hoogtepunt in de 20e eeuw en vertoont tekenen van een crisis in de 21e eeuw.

## Zie Ook
- Criollo-mensen
- Creoolse volkeren
- Dekolonisatie
- Latijns-Amerikaanse onafhankelijkheidsoorlogen
- Mexicaanse Onafhankelijkheidsoorlog
- Sentimientos de la Nación
- Nieuw Spanje